# Línea de ensamble

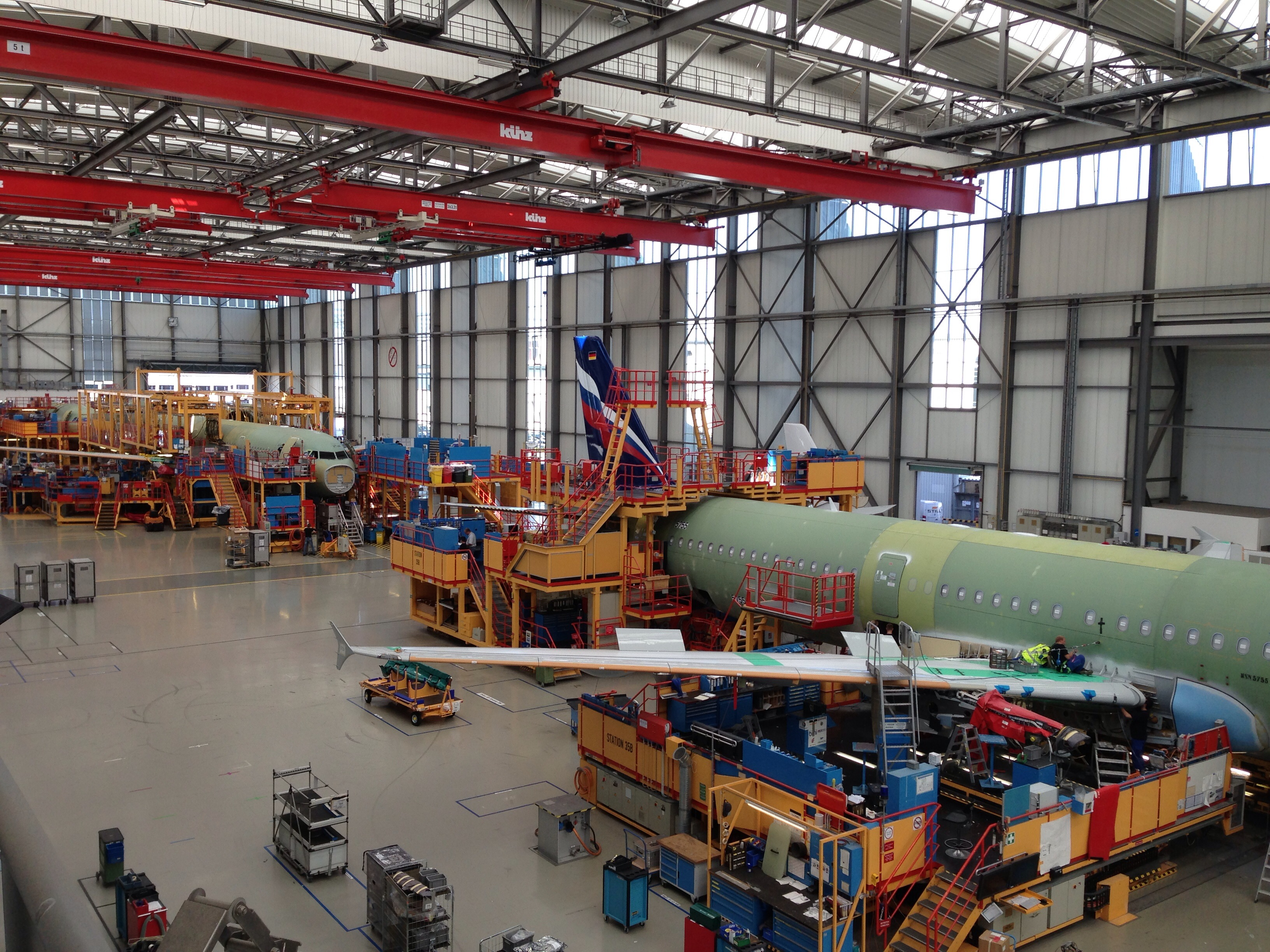
Un Airbus A321 en la línea 3 de ensamble final en la planta Airbus en el Aeropuerto Finkenwerder de Hamburgo.

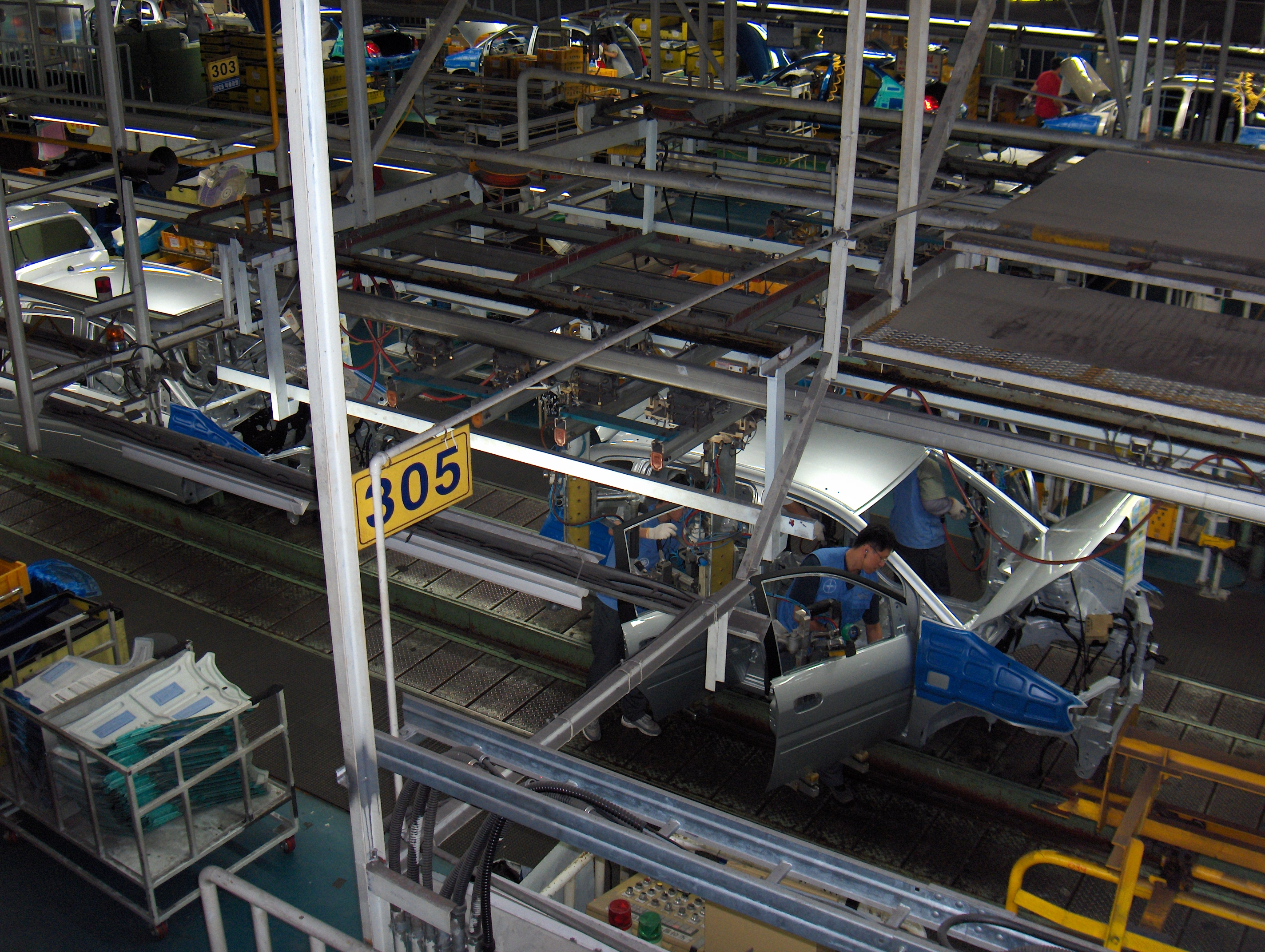
Una moderna línea de ensamble de una cadena de montaje de automóviles.

Una línea de ensamble es un proceso de manufactura (la mayoría del tiempo llamado ensamble agresivo) en donde las partes (comúnmente partes intercambiables) son añadidas conforme el ensamble semi-terminado se mueve de la estación de trabajo a la estación de trabajo en donde las partes son agregadas en secuencia hasta que se produce el ensamble final. Moviendo las partes mecánicamente a la estación de ensamblado y trasladando el ensamble semi-terminado de estación a estación de trabajo, un producto terminado puede ser ensamblado mucho más rápido y con menor trabajo al tener trabajadores que transporten partes a una pieza estacionaria para ensamblar.
Las líneas de ensamble son el método más común para ensamblar piezas complejas tales como automóviles y otros equipos de transporte, bienes electrónicos y electrodomésticos .

## Concepto

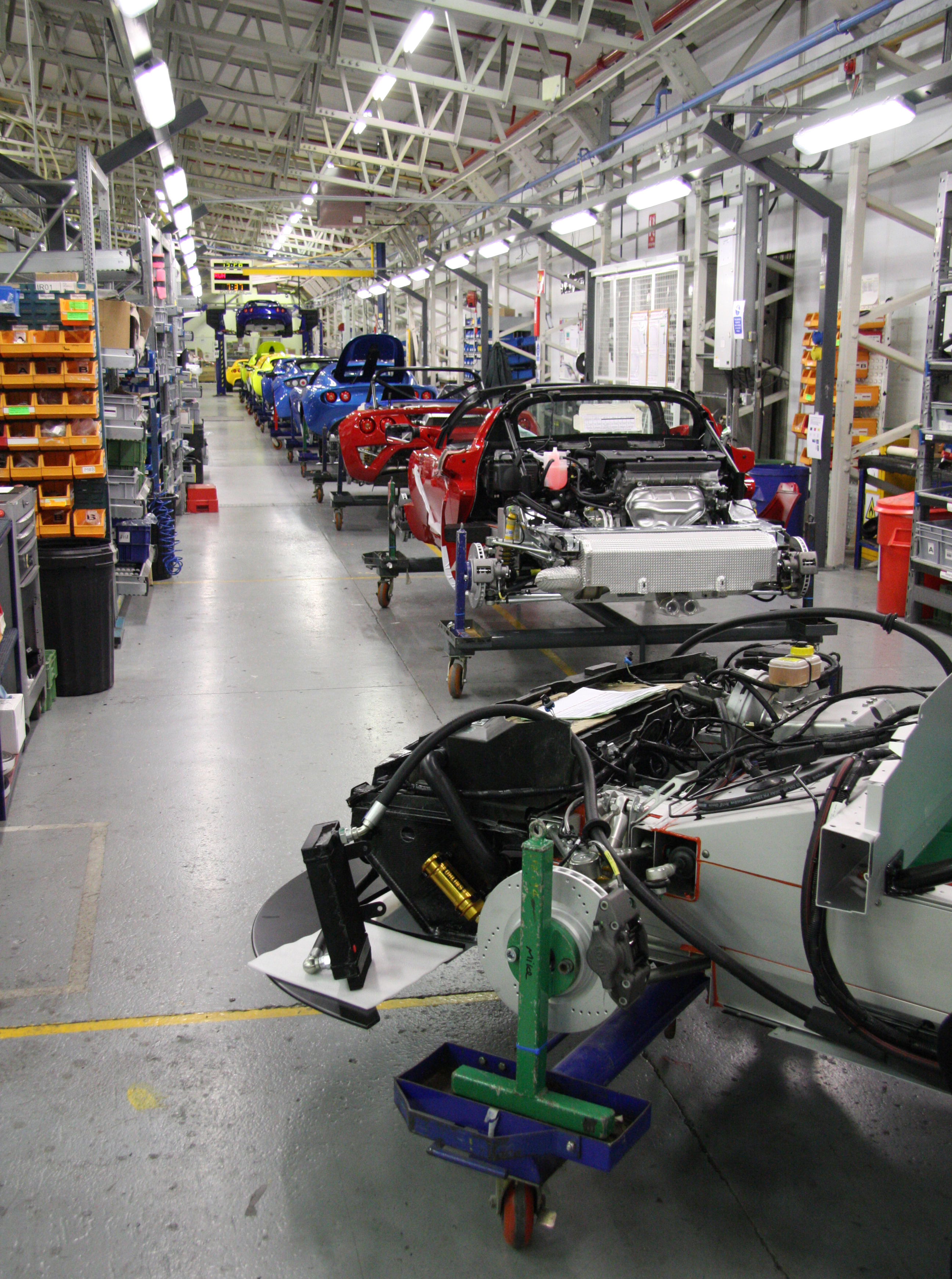
Línea de ensamble hasta el 2008 de los Coches Lotus

Las líneas de ensamble están diseñadas para una organización secuencial de trabajadores, herramientas o máquinas y partes. El movimiento de los trabajadores es minimizado lo más posible. Todas las partes o ensambles son manejados por  transportadoras o vehículos como carretillas elevadores o gravedad, la cual no tiene la necesidad de utilizar un transporte manual. El levantamiento de carga pesada es realizado por máquinas como grúas elevador o carretillas elevadoras. Normalmente cada trabajador realiza una simple operación.

De acuerdo con Henry Ford:

Los principios del ensamblaje son los siguientes;
(1) Ubicar las herramientas y a los hombres en la secuencia de la operación para que el componente de cada parte pueda ser trasladado la menor distancia posible mientras se está en el proceso de terminado.
(2) Utilice láminas transportadoras u otra forma de transporte para que cuando un operador complete la operación coloque la pieza o parte siempre en el mismo lugar—este lugar debe ser siempre el más conveniente para su comodidad—y de ser posible tener a la gravedad desplazando la pieza o parte al siguiente operador.
(3) Utilice líneas de ensamble transportadoras que permitan que las partes a ser ensambladas sean entregadas a una distancia conveniente.

### Ejemplo simple
Considere el ensamble de un coche: asuma que ciertos pasos en la línea de ensamble son instalar el motor, el techo y las ruedas (en ese orden con pasos intersticiales arbitrarios); solo se puede realizar uno de estos pasos a la vez. Si la instalación del motor requiere 20 minutos, la del techo 5 minutos y la de las ruedas 10 minutos, entonces un coche se puede producir cada 35 minutos.
En una línea de ensamble, el ensamblaje de un coche es separado entre varias estaciones, todas trabajando de manera simultánea. Cuando una estación termina con un coche lo traslada a la siguiente. Al tener tres estaciones, un total de tres diferentes coches pueden ser operados al mismo tiempo, cada uno en una diferente etapa de su ensamble.
Después de terminar su trabajo con el primer automóvil, el equipo dedicado a la instalación del motor puede comenzar a trabajar en el segundo coche. Mientras el equipo dedicado a la instalación del motor realiza su trabajo con el segundo coche, el primer coche puede ser trasladado a la estación del techo proporcionándole al auto el mismo, posteriormente a la estación de ruedas para instalarle las mismas. Cuando el motor ha sido instalado en el segundo auto, este se mueve al ensamble del techo. Al mismo tiempo, el tercer coche se mueve al ensamble del motor. Cuando el motor del tercer coche ha sido montado, puede ser movido a la estación del techo, mientras tanto, coches subsecuentes (de haber) pueden ser transportados a la estación de instalación del motor.
Asumiendo que no hay pérdida de tiempo al mover el coche de una estación a otra, la etapa con mayor duración en la línea de ensamble determina el rendimiento (20 minutos para la instalación del motor) entonces un auto puede ser producido cada 20 minutos, una vez que el primer automóvil que tomó 35 minutos ha sido producido.

## Historia
Después de la Revolución Industrial muchos productos manufacturados fueron hechos de manera individual a mano. Un artesano o grupo de artesanos podían crear cada parte de un producto. Usaban sus habilidades y herramientas como pulidoras y cuchillos para crear partes individuales. Posteriormente ensamblarían cada una de estas partes para generar el producto final, realizando cambios de prueba y error a las partes hasta que quedaran bien y se pudieran ensamblar (producción artesanal):
La división del trabajo fue practicada en China en donde el Estado generó monopolios de producción en masa para implementos metálicos en la agricultura, porcelana, armaduras y armas antes de que aparecieran en Europa en la víspera de la Revolución Industrial. Adam Smith discutió de manera extensa la división del trabajo en la manufactura de alfileres en su libro La Riqueza de las Naciones (publicado en 1776).
El Arsenal de Venecia, contando con hasta 1104, operó de manera similar a una línea de producción. Las embarcaciones eran trasladadas cuesta abajo por un canal y eran trabajados por los diferentes talleres por los que pasaban. En la cumbre de su eficiencia cerca del siglo XVI, el Arsenal de Venecia emplearon 16,000 personas que podían aparentemente producir casi una embarcación por día y podían equipar, armar y provisionar una cocina completamente nueva con partes estandarizadas en una base de línea de ensamble. Aunque el Arsenal de Venecia duró hasta los comienzos de la Revolución Industrial, los métodos de producción en línea no fueron comunes para entonces.

### Partes intercambiables
Durante el comienzo del siglo XIX el desarrollo de herramientas automáticas como el torno, laminadora y fresadora asimismo control de herramientas vía plantillas y elementos fijos, proveyendo los prerrequisitos para la línea de ensamble moderna haciendo de las partes intercambiables una realidad.

### Revolución Industrial
La Revolución Industrial condujo a una proliferación de la manufactura y la invención. Muchas industrias, notablemente textiles, de armas de fuego, relojes, carretas, vías de ferrocarril, máquinas de coser y de bicicletas, notaron una mejora circunstancial en manejo de materiales, maquinaria y ensamble durante el siglo XIX, aunque los conceptos modernos como Ingeniería Industrial y Logística no habían sido nombrados aún.

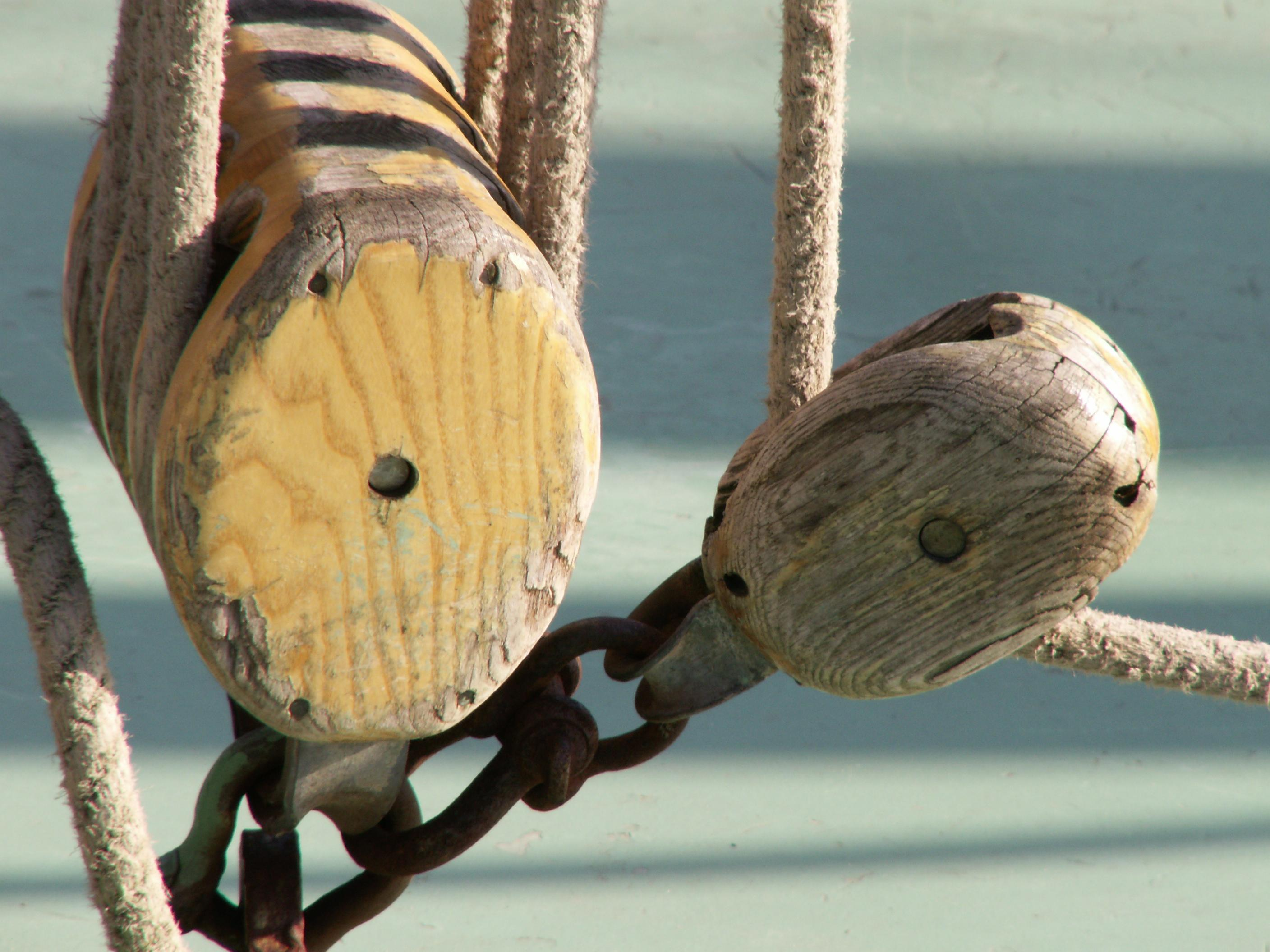
La polea fue el primer producto manufacturado en ser enteramente automatizado en la Fábrica de poleas Portsmouth a comienzos del.

El molino de harina automático construido por Oliver Evans en 1785 fue nombrado el comienzo del moderno envío de bultos por Roe (1916). El molino de Evans usaba un elevador cubeta con cinturón de cuero, transportadores sin fin, cinta transportadora de tela y otros dispositivos mecánicos que automatizan por completo el proceso de hacer harina. La innovación se esparció a otros molinos y cervecerías.
Probablemente el ejemplo industrial más antiguo de un proceso de ensamble continuo y lineal es la Fábrica de poleas Portsmouth, construido entre 1801 y 1803. Marc Isambard Brunel (padre de Reino Isambard Brunel), con la ayuda de Henry Maudslay entre otros, diseñaron 22 tipos de maquinarias para hacer las partes de la cuerda de una polea utilizado por la Marina Real. Esta fábrica fue tan exitosa que permaneció en actividad hasta la década de los sesenta, con el taller aún visible en Dockyard, Portsmouth, y con parte de la maquinaria original.
Uno de los ejemplos más antiguos de un diseño de fábrica cercano a lo moderno, diseñado para un fácil manejo de materiales, fue la Fundidora Bridgewater. El terreno de la fábrica estaba limitado por el Canal Bridgewater y el Ferrocarril de Liverpool y Manchester. Los edificios fueron dispuestos en línea con una vía de ferrocarril para distribuir el trabajo entre los edificios. Eran utilizadas grúas para levantar y realizar el trabajo pesado, que en ocasiones era de hasta decenas de toneladas. El trabajo pasó secuencialmente para terminar en esbozo y posteriormente un ensamblaje final.

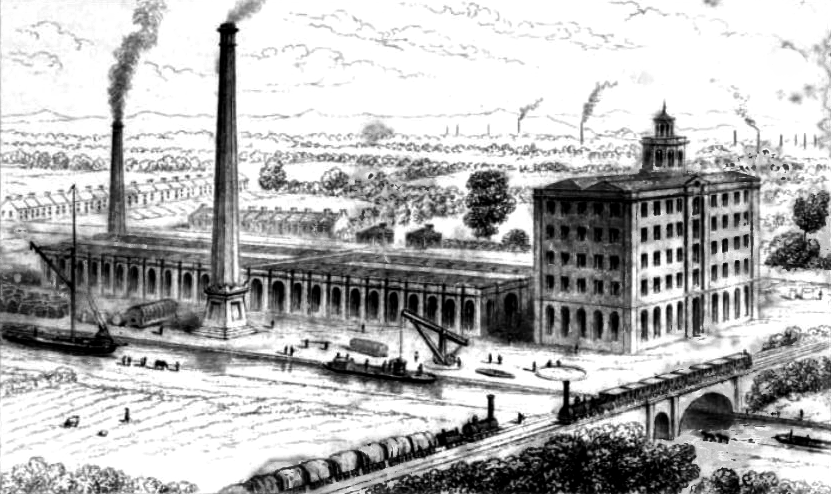
La Fundidora Bridgewater, imagen tomada en 1839, una de las más antiguas fábricas en utilizar una disposición (layout), flujo de trabajo y sistema de manejo de materiales moderno.

La primera línea de ensamble fue iniciada en la fábrica de Richard Garrett & Sons, Leiston Work en Lesiton en el condado Inglés de Suffolk para la manufactura de motor de vapor portátil. El área de línea de ensamble fue llamada 'Museo Long Shop|The Long Shop' por su largo y operó por completo a inicios de 1853. El calentador fue traído de la fundidora y puesto en marcha al inicio de la línea, y en cuanto fue avanzando a través del edificio se detendría en varias estaciones en donde las partes nuevas serían añadidas. Desde el nivel superior, en donde otras partes eran realizadas, las partes ligeras serían bajadas a un balcón y luego arregladas en la máquina de la planta baja. Cuando la máquina alcanzaba el final del taller, estaría completado.

### Transportadoras eléctricas y de vapor a finales delsigloXIX
Los elevadores transportadores alimentados con vapor comenzaron a ser utilizados para carga y descarga de embarcaciones un tiempo en el último cuarto del siglo XIX. Hounshell (1984) muestra un boceto de un transportador alimentado por electricidad moviendo latas a través de una cinta en una fábrica de latas.
La industria de empacar carne en Chicago es conocida como una de las primeras industrias en utilizar líneas de ensamble (o líneas de desensamble) en los Estados Unidos a comienzos de 1867. Los trabajadores permanecerían en estaciones fijas y con un sistema de poleas que proporcionara la carne a cada trabajador y así poder completar una tarea. Henry Ford y otros han escrito acerca de la influencia de la práctica en este matadero en los posteriores desarrollos en la Compañía Ford Motor (ver abajo la Compañía Ford Motor (1908-1915)).

### sigloXX

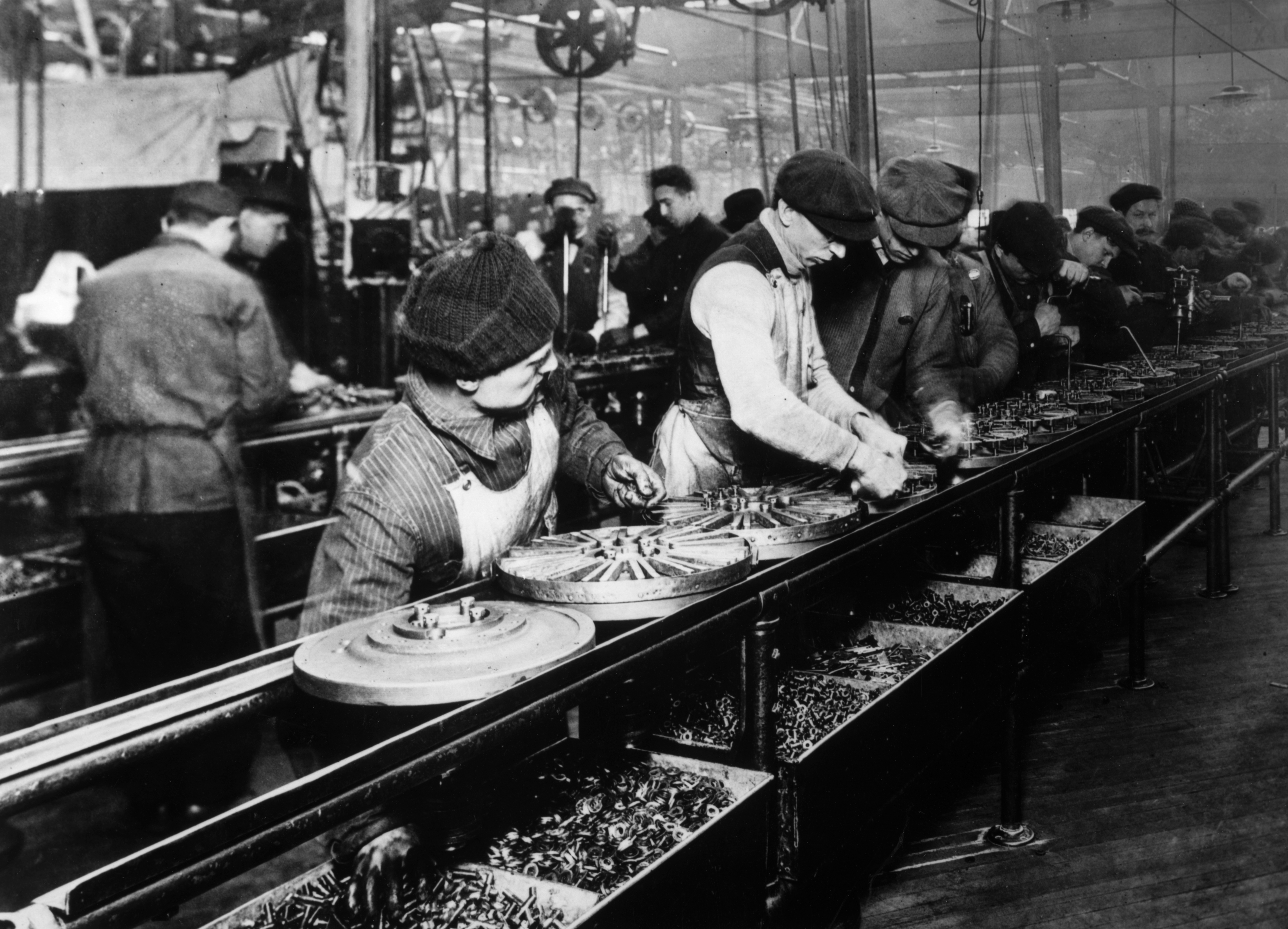
Primera Línea de ensamblaje de Ford, 1913, dedicada a las magnetos.

De acuerdo con un libro titulado Míchigan Ayer & Hoy escrito por Robert W. Domm, la línea de ensamble moderna y su concepto básico se le debe a Ransom Olds, quien lo utilizó para construir el primer automóvil en ser producido en masa, el Oldsmobile Curved Dash. Olds patentó el concepto de línea de ensamble, el cual puso a trabajar en su fábrica de 1901 Compañía de Vehículos Olds Motor. Este desarrollo es a menudo opacado por Henry Ford, quien perfeccionó la línea de ensamble al instalar cintas transportadoras conducidas que podían producir un Modelo T en 93 minutos.
La línea de ensamble desarrollada para el Ford Modelo T comenzó a operar el primero de diciembre de 1913. Tuvo una inmensa influencia en el mundo. A pesar de los intentos para atribuirle este fenómeno a un hombre u otro, fue en efecto un desarrollo compartido basado en la lógica y que tomó 7 años y una gran cantidad de hombres inteligentes. Los principales líderes son tratados a continuación.
El kernel básico de un concepto de línea de ensamble fue introducido para la Compañía Ford Motor por William "Pa" Klann luego de su regreso de visitar el Matadero Swift & Company's en Chicago y observando lo que era referido como "línea de desensamble", donde los cuerpos eran sacrificados mientras se movían a lo largo de la cinta transportadora. La eficiencia de una persona removiendo la misma pieza una y otra vez atrapó su atención. William reportó la idea a Peter E. Martin, quien pronto sería jefe de la producción Ford, y este estaba indeciso en ese momento pero lo motivó a continuar. Otros en Ford reclamaron haber expuesto primero la idea a Henry Ford, pero la revelación de Pa Klann sobre el matadero está muy bien documentado en los archivos del Museo de Henry Ford y en cualquier otro lugar, convirtiéndolo en un importante colaborador sobre el concepto moderno de la línea de ensamble automatizada. El proceso fue una evolución por prueba y error de un equipo conformado principalmente por Peter E. Martin, el superintendente de la fábrica; Charles E. Sorensen, asistente de Martin; C. Harold Wills, diseñador y fabricante de herramientas; Clarence W. Avery; Charles Ebender; y József Galamb. Parte del trabajo preliminar para tal desarrollo fue recientemente puesto en marcha por el inteligente diseño para ubicar la maquinaria que Walter Flanders estuvo haciendo en Ford hasta 1908.
En 1922 Ford (a través de su escritor fantasma Crowther) comentó de su línea de ensamble de 1913:
"Creo que esta ha sido la primera línea móvil jamás instalada. La idea vino de una forma general del carrito elevado que los empacadores de Chicago utilizan en el matadero."
Charles E. Sorensen, en su autobiografía de 1956 Mis Cuarenta Años con Ford, presentó una diferente versión de desarrollo que no abordaba mucho sobre “inventores” individuales como un gradual y lógico desarrollo de la Ingeniería Industrial:
"Lo que fue ejercitado en Ford fue la práctica de mover el trabajo de un trabajador a otro hasta convertirse en una unidad completa, luego organizar el flujo de estas unidades en el momento y lugar precisos hacia una línea de ensamble móvil final de donde viene el producto terminado. A pesar del temprano uso de algunos de estos principios, la línea directa de sucesión de la producción en masa y su intensificación en raíces automatizadas directamente de lo que trabajamos en la Compañía Ford Motor entre 1908 y 1913. Henry Ford es comúnmente considerado como el padre de la producción en masa. No lo fue. Él fue el patrocinador de la misma."

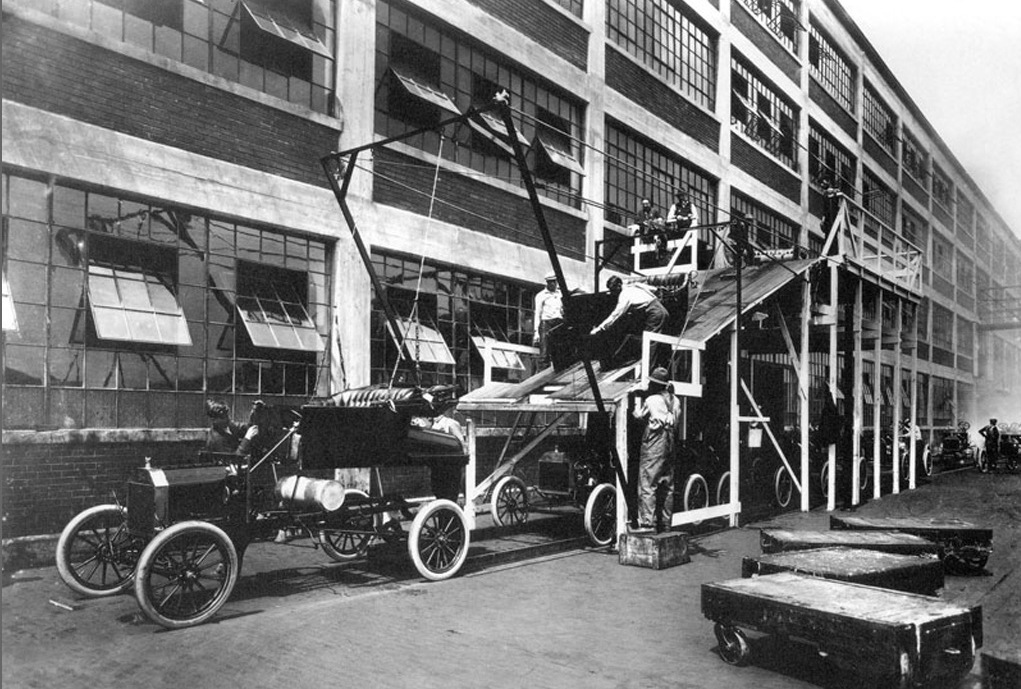
1913 Experimentando con un cuerpo montado del chasis del Modelo T. Ford probó varios métodos de ensamble para optimizar los procedimientos antes de instalar de manera permanente todo el equipo. La línea de ensamble actual utiliza una grúa elevada para montar el cuerpo.

Como resultado de los desarrollos en este método, los automóviles de Ford eran terminados en intervalos de tres minutos. Esto era mucho más rápido que los métodos previos, incrementando así la producción en ocho a uno (requiriendo 12.5 horas-hombre antes, 1 hora 33 minutos después) utilizando una menor fuerza de trabajo. Fue muy exitoso, la pintura se convirtió en un cuello de botella. Solo el tinte japonés secaba lo suficientemente rápido, obligando a la compañía descartar la variedad de colores disponibles antes de 1914, hasta que el barniz Duco de secado rápido fue introducido en 1926. En 1914, un trabajador de la línea de ensamble pudo comprar un Modelo T con cuatro meses de salario.
La técnica de línea de ensamble fue una parte fundamental de la difusión del automóvil en la sociedad Americana. La disminución de costos de producción permitió al costo del Modelo T verse reducido dentro del presupuesto de la clase media Americana. En 1908, el precio del Modelo T era de alrededor de $825 y para 1912 disminuyó a aproximadamente $575. Esta reducción en el precio es comparable con una reducción de $15,000 a $10,000 en término de dólares desde el año 2000.
Los complejos procedimientos de seguridad de Ford—especialmente asignar a cada trabajador una ubicación específica en lugar de permitirles deambular—redujo dramáticamente el índice de lesiones. La combinación de altos salarios con alta eficiencia es llamado "Fordismo", y fue copiado por la gran mayoría de las industrias. La eficiencia ganada por la línea de ensamble también coincidió con el auge de Estados Unidos. La línea de ensamble obligó a los operadores a trabajar a un ritmo seguro con muchos movimientos repetitivos que condujeron a una mayor producción por trabajador mientras otros países utilizaban a métodos menos productivos.
En un punto Ford consideró demandar a otras compañías de autos porque utilizaron la línea de ensamble en su producción, pero resolvieron en contra, percatándose que era esencial para la creación y expansión de la industria en conjunto. [cita requerida]
En la industria automotriz, su éxito fue dominante y rápidamente esparcido por todo el mundo. Ford Francia y Ford Inglaterra en 1911, Ford Dinamarca 1923, Ford Alemania 1925; en 1919, Vulcan (Southport, Lancashire) fue el primer manufacturero nativo Europeo en adoptarlo. Pronto las compañías debían tener líneas de ensamble o correrían el riesgo de quebrar por no ser lo suficientemente competitivas; para 1930, 250 compañías que no adoptaron este método desaparecieron.

## Problemas sociológicos
El trabajo sociológico ha explorado el aislamiento social y el desinterés que muchos trabajadores sienten debido a la monotonía de hacer siempre la misma tarea especializada durante todo el día. Debido a que los trabajadores tienen que estar de pie en el mismo lugar por horas y repitiendo el mismo movimiento cientos de veces al día, lesiones de estrés por movimientos repetitivos son una patología posible de la seguridad ocupacional. El Ruido industrial también se comprobó ser peligroso. Cuando no era muy alto, a los trabajadores se les prohibía platicar. Charles Piaget, un trabajador habilidoso en la fábrica LIP, recordó que además de prohibírseles platicar, los trabajadores semi-hábiles tenían solo 25 centímetros en los cuales moverse. La ergonomía industrial posteriormente trató de minimizar el trauma físico.

## Mejoras a las condiciones de trabajo
En su autobiografía, Henry Ford (1922) menciona varios beneficios de la línea de ensamble incluyendo:
- Los trabajadores no deben cargar cosas pesadas.
- No doblarse o inclinarse.
- No se requiere un entrenamiento especial.
- Existen trabajos que casi todos pueden hacer.
- Proporcionar trabajo a inmigrantes.

Las ganancias en la productividad permitieron a Ford incrementar el salario de los trabajadores de $1.50 por día a $5.00 por día una vez que los empleados alcanzaran tres años de servicio en la línea de ensamble. Ford continuó con la reducción de horas de trabajo semanales mientras disminuía a su vez el precio del Modelo T. Estas metas parecían altruistas; sin embargo, se argumenta que fueron implementadas por Ford para reducir el alto volumen de empleados: cuando la línea de ensamble fue introducida en 1913, fue descubierto que “cada vez que la compañía quería añadir 100 hombres al personal de la fábrica, era necesario contratar 963” con el fin de contrarrestar el desagrado natural que la línea de ensamble parecía inspirar.